# Marquès de La Soudière
François Gabriel de Regnauld de La Soudière, marquès de la Soudière (Perpinyà, 1830-1891) fou un diplomàtic i compositor francès. Pertanyent a una noble família, fou comissionat el 1871-1873 per tractar de les condicions de pau, després de la guerra francoprussiana, desenvolupant la seva feina amb molta habilitat. Fou un notable compositor, com ho demostren les melodies i composicions de caràcter religiós que deixà, així com alguns balls d'espectacle que s'estrenaren a París.